# 하비-에버리 망원경

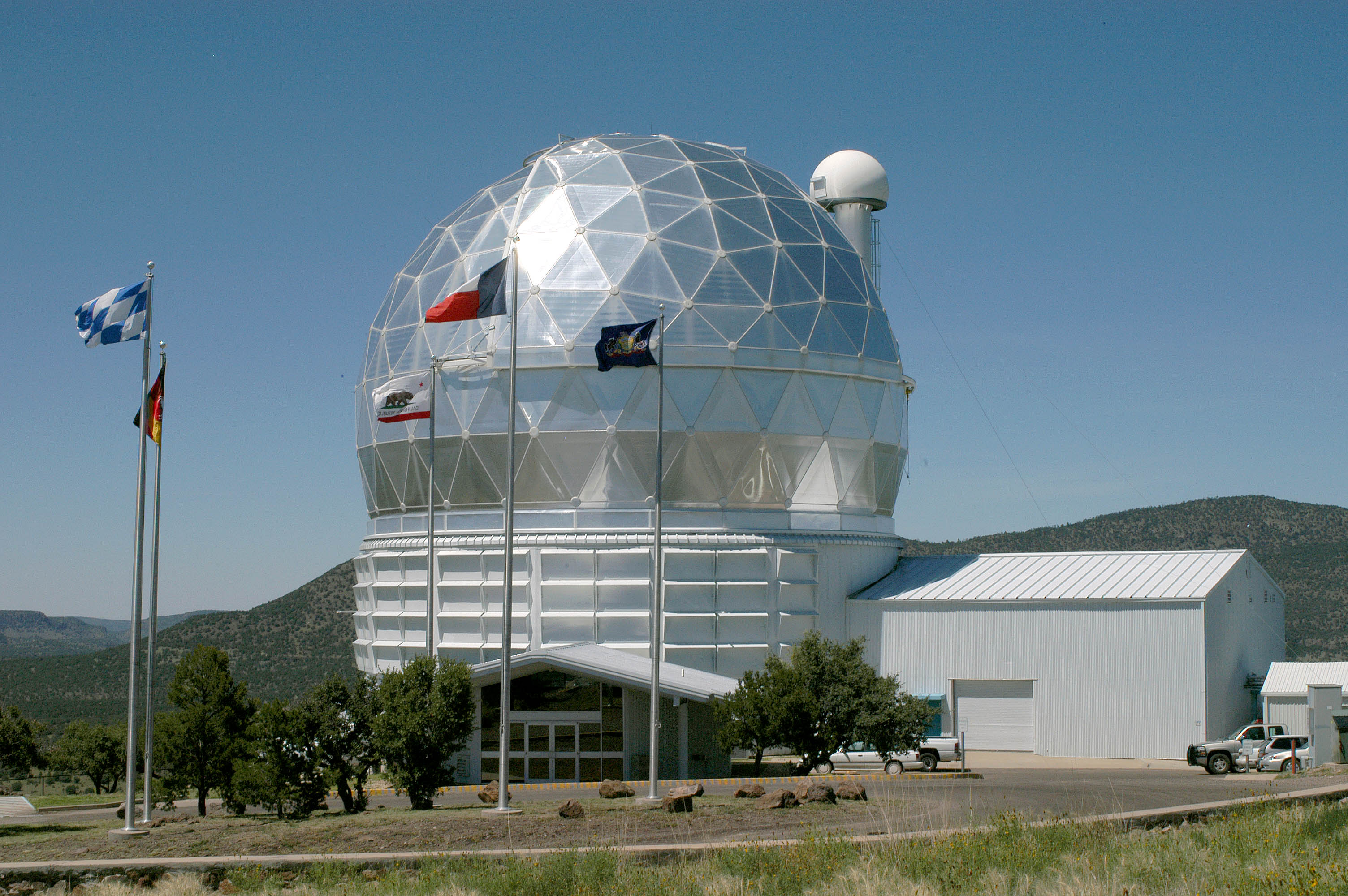
2006년 10월 28일 모습

하비-에버리 망원경(Hobby–Eberly Telescope, HET)은 텍사스주 데이비스 산맥의 맥도날드 천문대에 위치한 10미터(30피트) 구경의 망원경이다.
하비-에버리 망원경은 세계에서 가장 큰 광학 망원경 중 하나이다. 대부분의 망원경 설계와 차별화되는 여러 기능을 결합하여 건설 비용을 절감한다.
- 망원경의 주경(메인 미러)은 55° 각도로 고정되어 있으며 베이스 주위로만 회전할 수 있다. 망원경의 초점에 있는 기구를 움직여 표적을 추적한다. 이를 통해 해당 위치에서 하늘의 약 70~81%에 접근할 수 있으며 단일 대상을 최대 2시간 동안 추적할 수 있다.
- 주경은 91개의 육각형 세그먼트로 구성되며, 이는 단일 대형 주경을 제조하는 것보다 비용이 저렴하다.

이 망원경의 이름은 전 텍사스 부지사 빌 하비와 펜주(Penn State)의 후원자인 로버트 E. 에버리(Robert E. Eberly)의 이름을 따서 명명되었다.
대상의 빛을 분석하는 데 세 가지 장비를 사용할 수 있다. 세 가지 장비는 모두 분광기이다. 이 장비는 높은, 중간, 낮은 스펙트럼 분해능에서 작동한다. 저해상도 분광기는 주요 초점에 보관되는 반면 중해상도 및 고해상도 분광기는 지하실에 있으며 빛은 광섬유 케이블을 통해 공급된다.
1996년 첫 번째 빛을 얻은 이후 망원경은 태양계부터 우리 은하계의 별과 다른 은하계 연구에 이르기까지 다양한 연구에 사용되었다. 망원경은 1m/s만큼 정확하게 시선 속도를 측정하여 다른 별 주위를 공전하는 행성을 찾는 데 성공적으로 사용되었다. 저해상도 분광기를 사용하여 망원경은 우주의 가속도를 측정하기 위해 Ia형 초신성을 식별하는 데 사용되었다. 망원경은 개별 은하의 회전을 측정하는 데에도 사용되었다. 망원경은 암흑 에너지에 대한 가능한 설명 목록을 좁힐 수 있는 최초의 관측을 제공할 하비-에벌리 망원경 암흑 에너지 실험(HETDEX)에 사용하기 위해 업그레이드 되었다. 새로운 VIRUS(Visible Integral-Field Replicable Unit Spectrograph)와 함께 192개의 분광기로 HETDEX 프로젝트를 관찰할 수 있다.
하비-에버리 망원경 망원경은 텍사스 대학교 오스틴, 펜실베이니아 주립 대학교, 뮌헨의 루드비히 막시밀리안 대학교, 괴팅겐의 게오르그 아우구스트 대학교를 포함하는 기관 컨소시엄을 위해 텍사스 대학교 맥도날드 천문대에서 운영하고 있다.
실제 주 반사경은 10미터보다 크다. 실제로는 약 11m x 9.8m이다. 첫 번째 빛이 켜졌을 때 주어진 시간에 사용 가능한 광학 조리개는 9.2m였다. 2015년 7월 29일에 다년간의 업그레이드가 완료된 후 사용 가능한 광학 조리개가 10m로 늘어났다. 거울 자체는 켁 망원경과 같은 분할 거울 디자인인 91개의 육각형 세그먼트로 구성된다. 망원경 업데이트로 시야가 4분각에서 22분분으로 늘어났다. 비교를 위해 보름달은 30분각이다. 망원경 거울은 각 부분 아래의 작동기에 의해 가시광선 파장의 일부 범위 내에서 정렬된다. CCAS(곡률 중심 정렬 센서 타워)라고 불리는 망원경 옆의 타워는 미러 세그먼트를 보정하는 데 사용된다. 이 망원경 설계의 장점 중 하나는 기존 설계보다 구경 크기에 비해 비용 효율성이 5배 이상 높다는 것이다.
2012년 11월 28일자 네이처에 보고된 바와 같이, 천문학자들은 하비-에버리 망원경을 사용하여 지금까지 발견된 블랙홀 중 가장 큰 것으로 추정되는 초대질량 블랙홀(질량은 약 170억 태양의 질량)의 질량을 측정했다. 이 별은 페르세우스자리 방향으로 2억 2천만 광년 떨어진 작은 렌즈형 은하 NGC 1277에서 발견되었다. 블랙홀은 이 나선 은하의 팽대부 질량의 약 59%(은하 전체 별 질량의 14%)를 차지한다.
거주 가능 구역 행성 파인더(Habitable Zone Planet Finder)는 행성과 같은 지구를 탐지할 수 있는 하비-에버리 망원경용 분광기이다.
하비-에버리 망원경의 디자인은 남아프리카 공화국 대형 망원경의 기초로 사용되었다.

## 같이 보기
- 남아프리카 공화국 대형 망원경